# Tamás Szabó (Bischof)
Tamás Szabó (Tamás József Szabó; * 30. Oktober 1956 in Zirc) ist Altbischof des Ungarischen Militärordinariates.

## Leben
Szabó empfing am 20. August 1988 die Priesterweihe. Papst Johannes Paul II. ernannte ihn am 28. November 2001 zum Bischof des Ungarischen Militärordinariates.
Der Erzbischof von Esztergom-Budapest, László Kardinal Paskai OFM, weihte ihn am 12. Januar des nächsten Jahres zum Bischof; Mitkonsekratoren waren István Seregély, Erzbischof von Eger, und Lajos Pápai, Bischof von Győr. 
Von seinem Amt trat er am 15. März 2007 zurück.